# ادامو، جیمینا والبرز
ادامو، جیمینا والبرز (به لاتین: Adamów, Gmina Wolbórz) در لهستان است که در Gmina Wolbórz واقع شده‌است.